# Rhaphuma farinosula
Rhaphuma farinosula är en skalbaggsart som beskrevs av Holzschuh 2003. Rhaphuma farinosula ingår i släktet Rhaphuma och familjen långhorningar.
Artens utbredningsområde är Laos. Inga underarter finns listade i Catalogue of Life.